# Batman: Arkham Knight
Batman: Arkham Knight (с англ. — «Бэтмен: Рыцарь Аркхэма») — компьютерная игра в жанре action-adventure в открытом мире с элементами стелса, разработанная британской студией Rocksteady Studios и изданная американской компанией Warner Bros. Interactive Entertainment. Игра основана на комиксах DC Comics о Бэтмене и является четвёртой частью франшизы Batman: Arkham, продолжая игру Batman: Arkham City 2011 года. Сценарий для неё написали Сефтон Хилл, Йен Болл и Мартин Ланкастер. Действия Arkham Knight разворачиваются спустя девять месяцев после событий Arkham City, а главным злодеем является Пугало, который объявил о токсиновой атаке на Готэм-Сити, вызвав массовую эвакуацию населения, и с помощью таинственного Рыцаря Аркхэма решил объединить всех опасных злодеев города с целью уничтожить Бэтмена.
Как и предыдущие игры в серии Batman: Arkham, Knight делает основной акцент на различные способности героя, детективные навыки и гаджеты. Бэтмен может свободно перемещаться по Готэму, взаимодействуя с неигровыми персонажами и выполняя миссии, а также получая новые устройства по ходу прохождения. Игрок может выполнять различные побочные миссии, обособленные от основной истории и разблокирующие коллекционные предметы и разный дополнительный контент. Боевая система фокусируется на комбо-атаках против многочисленных противников, стараясь избегать при этом урона, а стелс-механика позволяет Бэтмену скрываться в определённых местах, используя окружающую среду и гаджеты для бесшумной нейтрализации врага. В Arkham Knight впервые для серии появился Бэтмобиль как игровое транспортное средство, используемое для путешествия, решения головоломок и боёв с беспилотниками.
Разработка Arkham Knight началась в 2011 году почти сразу после завершения работы над Arkham City и продолжалась четыре года. Для написания сюжета Rocksteady решили использовать свой штат работников в сотрудничестве с Джеффом Джонсом, отказавшись от услуг Пола Дини — сценариста Arkham Asylum и Arkham City. Включение Бэтмобиля в геймплей потребовало изменений методики создания открытого мира, поскольку в предыдущих играх транспорт вообще не использовался.
Arkham Knight вышла по всему миру 23 июня 2015 года на PlayStation 4, Xbox One и Windows, в декабре 2023 года игра была выпущена на Nintendo Switch. Версия для консолей получила положительные отзывы от критиков и игроков: её хвалили за визуальные эффекты, геймплей, боевую систему и дизайн игрового мира, но в качестве недостатков отмечали сюжет, чрезмерное использование Бэтмобиля и рекламную кампанию с участием Рыцаря Аркхэма. Версия для Windows подверглась резкой критике за многочисленные технические проблемы, из-за которых игра была абсолютно неработоспособной у большинства пользователей. Ревью-бомбинг ПК-версии побудил Warner Bros. временно отозвать Arkham Knight на этой платформе. Несмотря на все проблемы с Windows-версией, игра стала самой быстрораспродаваемой игрой как 2015 года, так и в серии: к октябрю по всему миру было продано более пяти миллионов копий. Arkham Knight также получила несколько наград от игровых журналов, в том числе номинации «Игра года» и «Лучшая игра в жанре action-adventure». Она также фигурирует во многих списках лучших игр 2015 года и 2010-х годов. После выхода Arkham Knight получила разнообразный загружаемый контент — от сюжетных миссий и карт испытаний до костюмов для Бэтмена и его союзников и моделей Бэтмобиля. Несмотря на то, что игру объявляли «завершающей» серию, в 2024 году вышло продолжение Suicide Squad: Kill the Justice League, действие которого фокусируется на «Отряде самоубийц».

## Игровой процесс
Batman: Arkham Knight представляет собой игру в жанре action-adventure с элементами стелса с видом от третьего лица, действие которой разворачивается в полностью открытом для игрока Готэм-Сити, который можно свободно исследовать с самого начала игры, что позволяет беспрепятственно путешествовать в любую точку в пределах его границ. Из старых гаджетов, ставших традиционными для серии, в игре присутствуют крюк для подъёма на высоту, тросомёт, бэтаранги (фирменные бумеранги супергероя), устройство удалённого взлома и зрение «Режим Детектива». Некоторые устройства подверглись модернизации. Например, деструктор теперь представляет собой винтовку, стреляющую специальным маячком для отслеживания грузовиков и вывода из строя огнестрельного оружия, мин и ящиков с боеприпасами. Дистанционно управляемый бэтаранг — одна из вариаций бумеранга супергероя — теперь может сканировать местность для получения дополнительной информации. Из новых гаджетов имеется синтезатор голоса, используемый для заманивания противника в подготовленную ловушку.
Бэтмен может планировать по всему Готэму при помощи своего плаща, совершая более длинное пикирование и последующий взлёт. Во время планирования герой может использовать некоторые гаджеты, вроде бэтарангов или тросомёта. Во время подъёма на высоту с помощью крюка теперь можно сходу выбрать ещё одну точку для крепления.
Боевая система состоит в основном из удара, контрудара и уклонения; все атаки связываются в комбо, и чем больше Бэтмен его набирает, при этом избегая урона, тем быстрее и проворнее он становится. Враги могут быть вооружены щитами, электрическими дубинками, битами и трубами, но нередко у противника может оказаться огнестрельное оружие, наносящее серьёзный урон. Враги могут атаковать и отбивать атаки героя. В качестве нововведений в боевой системе появилась возможность совершать обычные удары на лежачем противнике, не прерывая комбо. Как и в предыдущих двух играх, Бэтмен может кинуть какой-либо брошенный в него предмет в противника, однако теперь герой может подбирать с пола холодное оружие и использовать его до тех пор, пока оно не сломается. В Arkham Knight появилась возможность во время драки переключиться на одного из союзников, если имеется такая возможность; в битве Бэтмену могут помогать Найтвинг, Женщина-кошка или Робин. Каждая непрерывная атака без урона увеличивает боевой счёт игрока, который распределяется между контролируемыми персонажами и открывает специальный совместный удар. В бою Бэтмену также доступно использование окружения: например, он может ударить бандита головой об электрогенератор. За схватки игрок получает очки опыта, которые используются для разблокировки новых навыков, приёмов и улучшения брони костюма.
В Arkham Knight появились новые типы противников: медики могут оживлять побеждённых противников или наэлектризовывать их; бронированные громилы могут быть вооружены пулемётом Гатлинга, огромными клинками или шокерами. Враги теперь более «умные» и могут минировать вентиляции или гаргульи, управлять дронами и определять с помощью специального прибора местоположение Бэтмена, если игрок слишком часто использует «Режим Детектива». Некоторые противники также могут носить устройство, блокирующее зрение Бэтмена.

Демонстрация «Страшного решающего мультиудара» — Бэтмен нейтрализует сразу пятерых противников за несколько секунд

По всему городу разбросаны вражеские сторожевые башни и посты с беспилотниками, на улицах заложены мины. Некоторые типы дронов можно взломать и направить их на управляющих ими противников. В Arkham Knight появилась функция «Страшный решающий мультиудар»: подобравшись к нескольким противникам (от двух до пяти), Бэтмен быстро нейтрализует их, оставаясь незамеченным. Во время этого приёма игра замедляется, что позволяет игроку быстро прицелиться на следующего противника. Находясь на какой-нибудь гаргулье, игрок может издалека попадать в вентиляцию с помощью крюка.
В Arkham Knight огромное количество побочных миссий, которые можно выполнять в любое время, в центре которых известные персонажи из вселенной Бэтмена. Загадочник бросает Бэтмену вызов, раскидав по всему Готэму 243 «испытания Загадочника», которые включают в себя сбор «трофеев» с использованием гаджетов или Бэтмобиля, а также гонки по опасным трассам с кучей ловушек и барьеров. Игрок может помечать найденные «трофеи», чтобы их в дальнейшем забрать, если у Бэтмена нет необходимого гаджета для преодоления препятствия. Кроме этого, Бэтмен может искать и допрашивать информаторов Загадочника для поиска дополнительных мест с загадками. Выполнение побочных миссий отражается в полицейском участке Готэм-Сити; после выполнения злодеи и их головорезы попадают за решётку, а в комнате для сбора улик собираются их предметы.
Бэтмен может расследовать различные преступления с помощью «Режима Детектива», который позволяет «реконструировать» происшествие, находить улики и идентифицировать таким образом преступника, а также сканировать кожу, кость, мышцу или какой-либо орган жертвы. После завершения сюжетной кампании разблокируется режим «Новая игра+», в котором игрок может заново перепройти историю со всеми открытыми гаджетами и прогрессом. По сравнению с обычным сюжетным режимом, в «Новой игре+» враги более агрессивны, а предупреждающие значки об их атаке отключены.

### Бэтмобиль

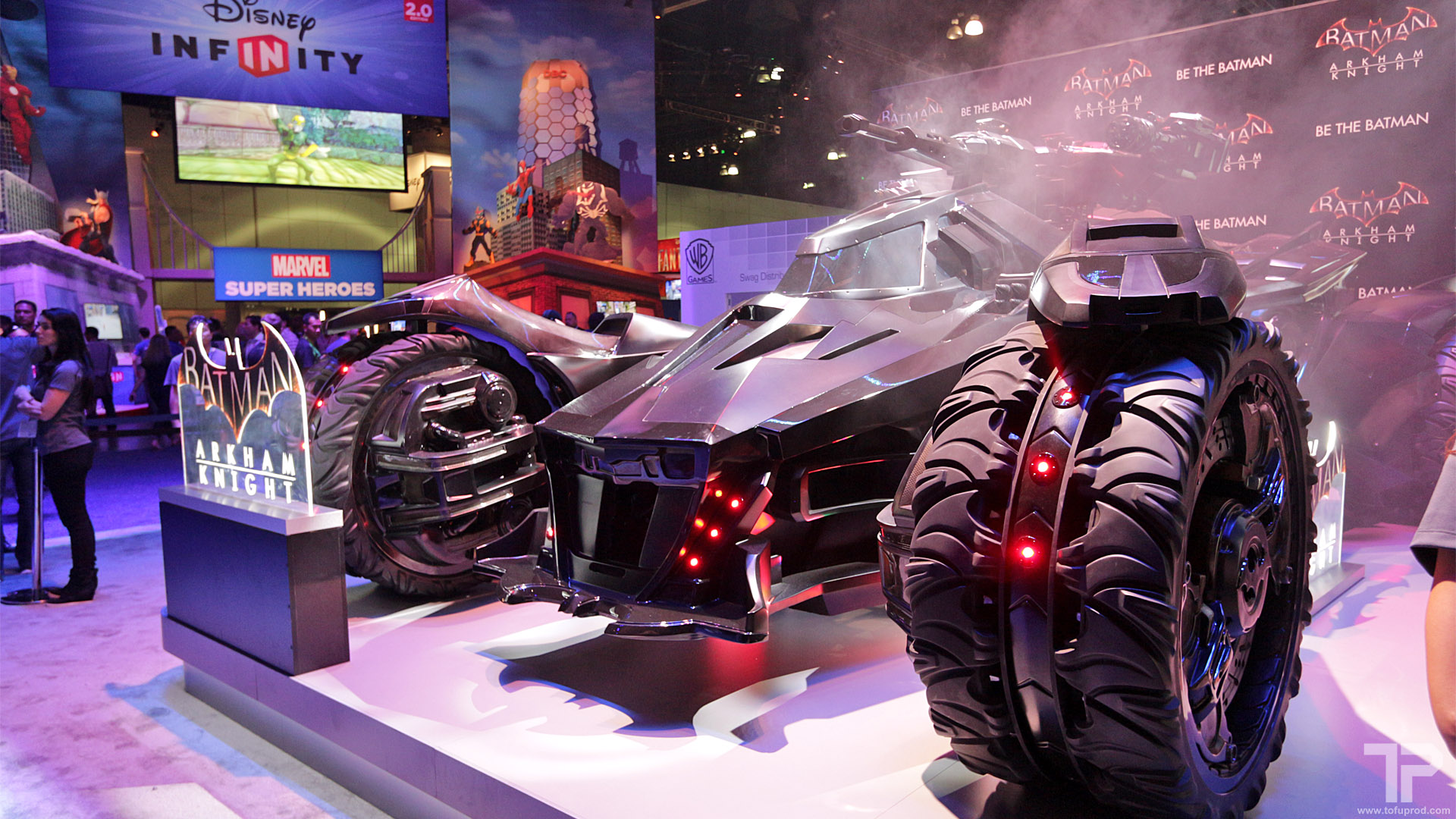
Копия Бэтмобиля на E3 2014

Arkham Knight впервые вводит в серию Бэтмобиль как управляемое транспортное средство. Эта пуленепробиваемая машина вызывается к месту нахождения игрока как на земле, так и в воздухе. Бэтмобиль может совершать прыжки, разгоняться, вращаться на месте, пробиваться сквозь баррикады и деревья и выпускать ракеты во время погони. Бэтмен может катапультироваться с него и сразу начать планировать по Готэму.
Многие бандиты разбегаются при виде Бэтмобиля, а если кто-то решится напасть на машину, она бьёт нападающего шокером. Автомобиль Бэтмена, также как и его самого, можно улучшать с помощью очков опыта и открывать ему новые навыки. В «испытаниях Загадочника» присутствуют задания, требующие использование Бэтмобиля, например, гонки в туннелях с меняющимися на каждом шагу препятствиями, а также поиски специальных «вопросительных знаков», которые можно найти с помощью встроенного сканера машины.
У Бэтмобиля два режима, которые можно переключить в любой момент — обычный и боевой. Первый используется для обычного перемещения по городу и погонь за машинами преступников, а во втором машина превращается в танк, может перемещаться в любом направлении и имеет на борту множество систем вооружения. Бэтмобиль стреляет роторной пушкой «Вулкан», 60-миллиметровой сверхскоростной пушкой, противотанковыми управляемыми ракетами и несмертельным подавителем головорезов.
Постепенно улучшая машину, игрок откроет ЭМИ-устройство для оглушения боевых дронов и так называемый «вирус дронов», временно отключающий систему вооружения всех вражеских беспилотников поблизости. Бэтмобилем также можно управлять дистанционно, передвигаться в закрытых помещениях и использовать его для решения головоломок, вроде спуска на лифте с помощью лебёдки или получения «трофея Загадочника». Помимо этого, в игре есть Бэткрыло, но им управлять нельзя, оно используется для доставки улучшений для машины.

## Сюжет

### Вселенная
Действие Arkham Knight проходит спустя девять месяцев после смерти Джокера в Arkham City. Бэтмен изо всех сил пытается смириться с отсутствием своего заклятого врага и неприятным ощущением того, что они были глубоко взаимосвязаны. Благодаря смерти клоуна жители Готэма стали чувствовать себя в большей безопасности, а преступность в городе резко снизилась. Но это только подстёгивает Пингвина, Загадочника, Двуликого и Харли Квинн объединиться с одной единственной целью — раз и навсегда уничтожить Бэтмена. Ожидая новую опасность, Бэтмен продолжил разрабатывать новые технологии для борьбы с преступностью и поддерживать бдительность.
В ночь на Хэллоуин Пугало угрожает городу распылить свой созданный штамм токсина страха и взорвать бомбы, что вынуждает шесть миллионов мирных жителей Готэма экстренно эвакуироваться. В городе остаются только бандиты, из-за чего полицейские из управления Готэм-Сити во главе с комиссаром Джеймсом Гордоном оказались в меньшинстве.
Готэм в Arkham Knight в пять раз больше тюрьмы под открытом небом «Аркхэм-Сити». Город разделён на три острова: Миагани, Блик и Основателей. В каждом из них есть свои районы вроде Китайского квартала с неоновыми вывесками или промышленной судоходной верфи. На острове Блик преобладают низкие здания, неухоженные улицы и заброшенные доки, а Остров Основателей — современный мегаполис, построенный на трущобах Готэма. Остров Миагани — старый мегаполис, в центре которого находится Башня Уэйна. В часовой башне Готэма Оракул разместила свою штаб-квартиру по коммуникациям, в которой также находится импровизированная Бэтпещера.

### Персонажи
В Arkham Knight огромное количество персонажей из вселенной Бэтмена. Сам Бэтмен (Брюс Уэйн), озвученный Кевином Конроем, — супергерой, «пик физического и умственного развития человека» и эксперт боевых искусств. Ему помогают союзники в лице Робина (Мэттью Мерсер), Найтвинга (Скотт Портер), Женщины-кошки (Грей Делайл), Барбары Гордон (Эшли Грин) и её отца Джеймса (Джонатан Бэнкс). Дворецкий Брюса Альфред Пенниуорт и член компании Wayne Enterprises Люциус Фокс оказывают главному герою тактическую поддержку. Святой воин Азраил (Хари Пейтон) стремится заменить Бэтмена на посту «защитника Готэма».
Бэтмену предстоит столкнуться с Пугалом (Джон Ноубл), ликвидировать поставки оружия Пингвина (Нолан Норт), положить конец ограблениям банков Двуликого (Трой Бейкер), выполнить «испытания» Загадочника (Уолли Уингерт), склонить к добру Ядовитый Плющ (Тася Валенца) и нейтрализовать Харли Квинн (Тара Стронг), жаждущую отомстить Бэтмену за смерть Джокера (Марк Хэмилл), который, в свою очередь, присутствует в галлюцинациях главного героя.
В игре присутствует Рыцарь Аркхэма (Трой Бейкер) — абсолютно новый для вселенной Бэтмена персонаж, придуманный Rocksteady, генеральным директором DC Comics Джеффом Джонсом и художником Джимом Ли. Персонаж показан как милитаризованная версия Бэтмена с логотипом «A» на груди. Кроме этого, из злодеев представлены пироман Светлячок (Криспин Фриман), человекоподобная летучая мышь Мен-Бэт (Лорен Лестер), ветеран-наёмник Дефстроук (Марк Ролтсон), серийный убийца Профессор Пиг (Дуайт Шульц), религиозный фанатик Дьякон Блэкфайр (Марк Уорден) и выдающий себя за Брюса Уэйна Хаш (Кевин Конрой).
В Arkham Knight присутствует большое количество камео различных персонажей как из комиксов о Бэтмене, так и из предыдущих игр серии. Игрок встретит фармацевтического бизнесмена Саймона Стэгга (Филип Проктор), репортёров Вики Вэйл (Грей Делайл) и Джека Райдера (Джеймс Хоран), полицейского Аарона Кэша (Дуэйн Р. Шепард-старший), услышит голосовые сообщения от Лекса Лютора (Кит Сильверстайн) и Кейт Кейн, а также увидит Календарного человека и Убийцу Крока (Стивен Блум). За покупку загружаемого комплекта «Сезон позора» игрок столкнётся с Безумным Шляпником (Питер Макникол), Мистером Фризом и его женой Норой (Морис Ламарш и Сисси Долсон), Чёрной Маской (Брайан Блум), Ра’с аль Гулом (Ди Брэдли Бейкер) и Ниссой Раатко (Дженнифер Хейл). В игре также много отсылок к другим персонажам от DC Comics.

### Сценарий

Эмблема оперативников Рыцаря Аркхэма, которая также является одним из логотипов игры

Хэллоуинской ночью Пугало пригрозил распылить свой новый токсин страха по всему Готэму, вынудив эвакуироваться всё население. Бэтмен выслеживает Пугало до убежища и спасает Ядовитый Плющ, которая отказалась присоединиться к злодею. Оракул узнала, что токсин Пугала делается на заводе «Эйс Кемикалс»; отправившийся туда Бэтмен сталкивается с вооружёнными отрядами некоего «Рыцаря Аркхэма». Брюс находит Пугало, который превратил завод в целую токсичную бомбу. Прежде чем сбежать от героя, злодей заявляет о похищении Оракула. Подвергая себя воздействию яда, Бэтмен уменьшает радиус действия бомбы и сталкивается лицом к лицу с самим Джокером.
Игроку показывают флешбэк, в котором выясняется, что заражённая кровь Джокера из Arkham City всё ещё течёт у пятерых человек, включая самого Бэтмена. Скрывая свою инфекцию, тот держит в специальном месте оставшихся заражённых, которые физически и ментально превращаются в Джокера. Сам же Джокер, существующий как галлюцинация из-за токсина страха и крови умершего злодея, теперь часто появляется исключительно ради насмешек над Бэтменом и искажения реальности. Сбежав с «Эйс Кемикалс», Бэтмен оповещает Гордона о похищении его дочери, а также признаётся, что она помогает ему. Чувствуя себя обманутым, комиссар обижается на супергероя и уходит, решив искать Пугало самостоятельно.
Бэтмен узнаёт, что Пугало нанял бизнесмена Саймона Стэгга для создания «Шквального ливня» — устройства для массового распыления токсина страха. На борту дирижабля Стэгга герой находит Пугало, но из-за дозы токсина Джокер временно берёт контроль над Бэтменом, а Рыцарь Аркхэма добывает «Шквальной ливень». Придя в себя, Бэтмен находит Барбару в убежище Пугала, где под воздействием яда видит её самоубийство. Тем временем Харли Квинн нападает и захватывает киностудию «Панесса Студиос», где находятся заражённые кровью Джокера пациенты. Бэтмен и Робин останавливают Харли и спасают заражённых, однако один из инфицированных, Генри Адамс, убивает остальных и себя самого, полагая, что Бэтмен станет «идеальным Джокером». Поняв, что Брюс тоже заражён, Робин просит героя сесть в камеру, но вместо этого сам оказывается в ней.
Рыцарь Аркхэма активирует «Шквальной ливень», наводнив весь город токсичным газом. Бэтмен уничтожает несущий «ливень» беспилотник и просит Ядовитый Плющ наделить своей силой древнее дерево, способное нейтрализовать токсин; ценой собственной жизни ей это удаётся, и город оказывается спасён. Но воздействие яда только усиливает контроль Джокера над Бэтменом. После этого Брюс выслеживает на строительной площадке Рыцаря Аркхэма, который похитил Гордона. При личной встрече Рыцарь раскрывает своё лицо Бэтмену — им оказывается Джейсон Тодд, предыдущий Робин, который однажды был схвачен и замучен Джокером, и с тех пор остался психологически травмированным. Джейсон винит Брюса в том, что тот бросил его, и сбегает, отказавшись от предложения Уэйна воссоединиться. После этого Бэтмен и Гордон находят Пугало на крыше стройплощадки, где выясняется, что Оракул жива, а увиденное Брюсом её самоубийство было фикцией. Уэйн спасает Барбару и везёт её в полицейский участок, а Пугало сбегает с взятым в заложники Гордоном. Используя всех оставшихся ополченцев, злодей нападает на полицейский участок, но Бэтмен и Оракул нейтрализовывают силовиков. Пока герои отбивались от боевиков, Пугало похищает ещё и Робина.
Чтобы спасти Робина и Гордона, Бэтмен решает сдаться Пугалу в плен и отправляется в заброшенную лечебницу Аркхэм. Пугало раскрывает всему миру тайну личности Бэтмена и повторно вводит ему токсин страха, чтобы окончательно сломить его. Под его воздействием Бэтмен и Джокер сражаются за контроль сознания — Джокер пытается ослабить Брюса, показывая на пострадавших и погибших людей из-за его походов по преступникам, но Уэйну удаётся совладать с собой и запереть клоуна в своём сознании, чтобы он раз и навсегда остался забыт. Благодаря Джейсону, который всё же простил своего бывшего наставника, Бэтмен побеждает Пугало, введя ему его же токсин страха.
После этого Бэтмен останавливает оставшихся преступников в Готэме и активирует протокол «Падение рыцаря»; герой отправляется в свой осаждённый репортёрами и людьми особняк Уэйнов, где его встречает Альфред, и когда пара входит в здание, поместье взрывается. Судьба персонажей остаётся неизвестной. В финальной сцене игры показывается, что Гордон, ставший мэром Готэма, готовится к свадьбе Барбары и Робина, а двое грабителей нападают на семью в переулке и сталкиваются с кошмарной фигурой, отдалённо напоминающей Бэтмена.

## Разработка

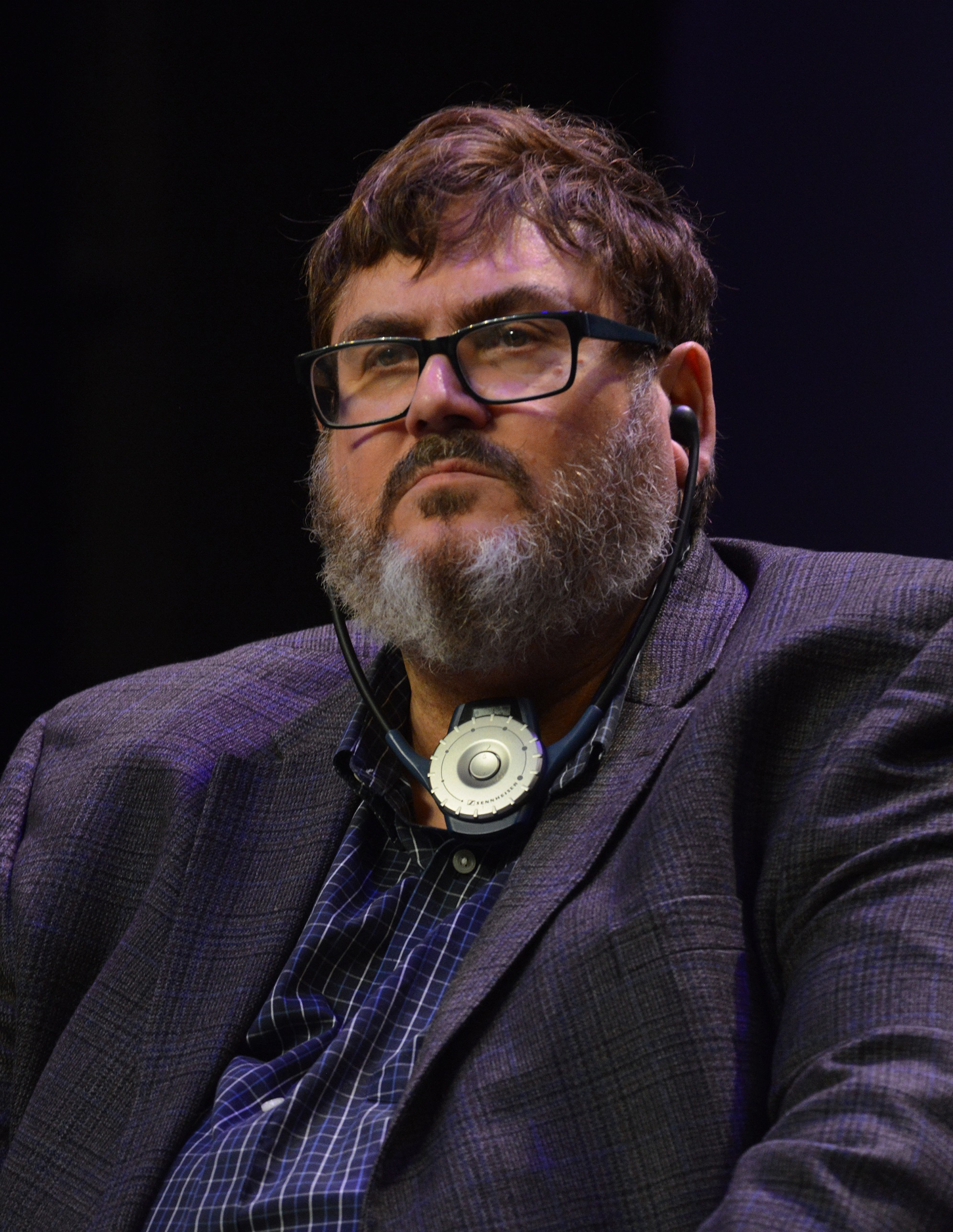
Ведущий сценарист Arkham Asylum и Arkham City Пол Дини не принимал участие в Arkham Knight: Rocksteady решили воздержаться от его услуг и использовать свою собственную команду сценаристов

В августе 2012 года сценарист Arkham Asylum и Arkham City Пол Дини заявил, что не будет принимать участие в написании продолжения игр о Бэтмене из-за занятости в других проектах. Он пропустил разработку загружаемого сюжетного дополнения «Месть Харли Квинн», но сказал, что с радостью согласится принять предложение от Warner Bros. и Rocksteady, если его позовут. Но Rocksteady решили использовать свою собственную команду сценаристов во главе с геймдизайнером Сефтоном Хиллом, Йеном Боллом и Мартином Лакастером. Консультантом по сценарию выступал Джефф Джонс.
Разработка Arkham Knight началась в 2011 году практически сразу же после завершения работ над Arkham City и продолжалась четыре года. Официальный анонс игры состоялся в марте 2014 года после утечки материалов в конце февраля: в слитых источниках говорилось, что Rocksteady вернулись к работе над франшизой после работы Warner Bros. Games Montreal над Arkham Origins. Knight описывали как заключительную часть серии Batman: Arkham, и таковой её задумывали ещё во время разработки Arkham City. В игру вернулся «фирменный» голос Бэтмена в лице Кевина Конроя. Ещё на Fan Expo Dallas Конрой говорил, что работает над «следующей частью Arkham», что вызвало предположения о том, что актёр повторил свою роль в Arkham Origins, но в июне было подтверждено, что Кевина в Origins заменял Роджер Крейг Смит. Сам Конрой признавался, что ему было написано 157 тысяч строк диалогов, а запись реплик шла около двух лет — «по четыре часа в сутки и в одиночестве, в кабинке, я играл один, строчку за строчкой, затем час на обед, а затем снова четыре часа, и это продолжалось два года».
Ещё на раннем этапе разработки Rocksteady решила делать Arkham Knight на консолях нового поколения, так как это позволяло им сосредоточиться на максимальном использовании их ресурсов без ограничений своих идей. Благодаря переходу на новые системы на экране в схватках может появиться в пять раз больше врагов, чем это было в Arkham City, а в готэмских массовых беспорядках теперь участвует не более пятидесяти бандитов, причём всячески взаимодействующих с игровым миром. Кроме этого, переход на новые системы позволил отрисовывать кат-сцены в режиме реального времени на игровом движке; в предыдущих играх использовались заранее отрисованные ролики. Описывая масштаб между Arkham Knight и предыдущими играми, ведущий художник по персонажам Альберт Фелью говорил, что одна модель персонажа содержит столько же полигонов, сколько использовалось при рендере вообще всего окружения Arkham Asylum. Arkham Knight — первая игра в серии, использующая физический движок APEX от Nvidia, благодаря чему реалистично выглядят различные движения, ветер, ткань и плащ Бэтмена. Warner Bros. поддерживали концепцию Rocksteady, однако разработчик и издатели решили, что три года на создание игры — «слишком долгое время ожидания», поэтому издатель поручил своему монреальскому подразделению создать приквел Arkham Origins.
Если в Arkham Origins был мультиплеер, то в Arkham Knight от него пришлось отказаться. Как объяснял Сефтон Хилл, однопользовательская игра требует всех приложенных усилий, и Rocksteady «сосредоточены на создании наилучшей однопользовательской игры, на которую они способны». Хилл также заявил, что Warner Bros. с самого начала поддерживали отказ от многопользовательской игры.

### Дизайн
Бэтмобиль с точки зрения геймплея был таким аспектом, который Rocksteady хотели добавить в предыдущие игры, но этого не удавалось сделать из-за ограничений миров Asylum и City. Дизайнеры, работавшие совместно с DC, решили сделать обновлённую машину на основе Бэтмобиля из Arkham Asylum, не обращая внимание на его вариации в различных комиксах и медиа, и доработать его в соответствии с необходимыми требованиями к игровому процессу. Машина в геймплее была сделана таким образом, чтобы она сочеталась с пешим передвижением Бэтмена и не являлась обузой. Хилл говорил: «Мы не хотели, чтобы это было наподобие: „Бэтмобиль настолько крут, что я не вылезу из него“ или „Бэтмен настолько круто планирует, что мне не хочется кататься на Бэтмобиле“. Существует определённая нужда использовать и то, и то». Испытания в игровом мире обозначены на вертикальной и горизонтальной плоскостях карты, чтобы отбить у игроков охоту использовать только один вид передвижения, при этом Бэтмобиль обеспечивает более быстрый способ перемещения по карте в сравнении с планированием. В отличие от Arkham Origins, в Arkham Knight отсутствует система быстрого перемещения по карте; прохождение является неотъемлемой частью игры, и быстрое перемещение только отвлекало бы от игрового процесса. Различные сооружения, в которые машина может врезаться, получают косметический ущерб разной степени, сама же она при этом не замедляется.
На ранних стадиях разработки игры Rocksteady сделали прототип Бэтмобиля и поместили его в карту Arkham City. В итоге получилось, что «вызывающий клаустрофобию» город, предназначенный исключительно для планирования, абсолютно не подходит для включения транспортного игрового средства. Поэтому Готэм в Knight подвергся полной реконструкции: в нём преобладают широкие улицы для движения Бэтмобиля и других машин, а здания стали выше для возможности катапультирования героя. Во время перестройки игрового мира дизайнеры попробовали воссоздать готическую архитектуру от предыдущих игр, сохраняя «правдоподобность и дремучесть». Наряду с декоративными элементами, вроде неоновых вывесок, билбордов и автомобилей в американском стиле, команда хотела добавить магазинчики, которые можно было бы найти в городе, сохраняя при этом мрачную антиутопическую тематику. Описывая дизайн Готэма, арт-директор Дэвид Хего сказал: «Мы добавили в него все элементы… из-за этого весь опыт кажется немного несвоевременным. Вы не можете определить, происходит ли это двадцать лет назад, сейчас или через десять лет». Дизайнеры стремились к тому, чтобы их Готэм оказался «богатым, ярким, дремучим с кучей интересных заданий, а не просто большим».
Во время написания сценария и проработки характера Бэтмена Сефтон Хилл считал, что одним из фундаментальных аспектов персонажа являются его взаимоотношения со злодеями, союзниками и городом в целом. «Вы знаете, каково это „быть Бэтменом“? Как это влияет на Бэтмена, когда с ним что-то подобное случается? Каков он из психологического теста? Примерно такие факторы лежат в основе игры — вы действительно погружаетесь в его психику, что делает его таким, какой он есть. Я думаю, в этом и заключается большой интерес к Бэтмену» — говорил геймдизайнер. При разработке обновлённого костюма Бэтмена дизайнеры хотели, чтобы его броня была максимально похожа на его Бэтмобиль; она была сделана из того же материала и имела схожую форму, а также казалась функционально совместимой с новыми высокоскоростными навыками героя. Разработчики также добавили броню на плечи, закрывая ранее открытую область плаща, чтобы казалось более вероятным, что одеяние выдержит вес Брюса Уэйна и не провалится во время планирования. Про других вернувшихся персонажей Дэвид Хего говорил, что дизайн игры задуман таким образом, чтобы сохранить их интересными, даже когда игроки видели их несколько раз в предыдущих частях, но, поскольку по сюжету действие проходит осенью, а не зимой как в Arkham City, их костюмы также потребовали изменений. Например, Пингвин потерял свою шубку с длинной шерстью и стал выглядеть более «грязным», на его рубашке видны следы пота и пятна от еды, а голова обрита под ноль. А вот дизайн облика Двуликого каких-то существенных изменений не претерпел: дизайнеры посчитали, что персонажу они и не требуются, и вместо этого они подчеркнули его уже известные черты, особенно его изуродованную половину тела. Точно так же они хотели сохранить типичные аспекты Загадочника, вроде зелёных рубашек с вопросительными знаками, однако в отличие от других персонажей его облик развивался и видоизменялся по мере прохождения.
Говоря об улучшениях в боевой системе, продюсер Rocksteady по маркетингу рассказал: «Боевая система является тем, чем мы невероятно гордимся, и мы понимаем, что игроки всегда голодны до эволюции и развития этого боевого опыта, так что они искренне чувствуют, как их навыки расширяются, по мере того как приключения Бэтмена продолжаются. В Batman: Arkham Knight мы включили новую функцию командной игры, которая позволяет Бэтмену объединиться с союзником во время боя, и вместе они выполняют классные двойные удары. Мы не слишком консультировались с профессиональными бойцами, но смотрим много фильмов о боевых искусствах».

### Музыка
Композитор Arkham Asylum и Arkham City Ник Арундел вернулся и в Arkham Knight, а Рона Фиша заменил Дэвид Бакли. Говоря о своём продолжительном участии во франшизе, Ник сказал: «Одна из хороших вещей в работе над сиквелом — это то, что у вас появляется возможность переделать то, что вы хотели бы изменить, пересмотреть некоторые вещи… У нас есть то, что мы хотим сделать неизменным, например, заглавная тема Бэтмена. Мы хотели сохранить её и в большей степени адаптировать её к сюжету игры. Но как мы можем убрать элемент Пугала из неё?». Арундел добавил, что Бакли был готов поработать над созданным композитором материалом, в отличие от Рона Фиша, который хотел добавлять в его музыку свои штрихи. Бакли помогал создавать новые вариации аккордов и мелодии из оригинальной темы Arkham Asylum. Официальный саундтрек игры с подзаголовком Volume 1 был выпущен вместе с игрой 23 июня 2015 года лейблом WaterTower Music, в этот день также вышло ограниченное издание на виниле с пятнадцатью песнями, отобранными Ником Арунделом. Певец Трент Резнор был музыкальным консультантом для трейлера «Будь Бэтменом». В игре звучат такие композиции от именитых музыкантов, как «I’ve Got You Under My Skin» Фрэнка Синатры, «Mercy» группы Muse и «The Wretched» Nine Inch Nails. 13 ноября вышло продолжение саундтрека Volume 2 с оставшимися 22-мя песнями.
| №   | Название                     | Длительность |
| --- | ---------------------------- | ------------ |
| 1.  | «Arkham Knight — Main Theme» | 2:22         |
| 2.  | «How it Happened»            | 3:28         |
| 3.  | «Evening the Odds»           | 3:40         |
| 4.  | «Nature Always Wins»         | 2:32         |
| 5.  | «Pursuit»                    | 3:47         |
| 6.  | «Clock Tower»                | 1:18         |
| 7.  | «Invasion»                   | 2:50         |
| 8.  | «Remnants»                   | 6:40         |
| 9.  | «Scum, Criminals, and Worse» | 1:29         |
| 10. | «Gunrunner»                  | 2:27         |
| 11. | «On the Hunt»                | 3:00         |
| 12. | «Vendetta»                   | 1:44         |
| 13. | «Allegiance»                 | 1:33         |
| 14. | «Nowhere to Run»             | 1:33         |
| 15. | «Lost Soul»                  | 1:48         |
| 16. | «Guardian»                   | 3:29         |
| 17. | «Dark Skies»                 | 3:26         |
| 18. | «Insurgency»                 | 2:04         |
| 19. | «Bodycount»                  | 4:05         |
| 20. | «The Chamber»                | 1:10         |
| 21. | «Fear Within»                | 1:59         |
| 22. | «Inner Demon»                | 2:01         |
| 23. | «Darkest Knight»             | 1:12         |
| 24. | «All Who Follow You»         | 2:29         |
| 25. | «Trauma»                     | 2:14         |
| 26. | «Contingency»                | 1:35         |
| 27. | «Crowd Control»              | 1:12         |

| №   | Название                         | Длительность |
| --- | -------------------------------- | ------------ |
| 1.  | «Nitroglycerine»                 | 1:32         |
| 2.  | «You're Going to Be Spectacular» | 2:55         |
| 3.  | «Creature of the Night»          | 3:20         |
| 4.  | «Horror Within»                  | 1:31         |
| 5.  | «The Trial»                      | 1:16         |
| 6.  | «City of Fear»                   | 2:32         |
| 7.  | «Seeds of Hope»                  | 1:35         |
| 8.  | «Ode to Perfection»              | 4:04         |
| 9.  | «Hidden Flaws»                   | 1:06         |
| 10. | «Bad Blood»                      | 3:26         |
| 11. | «The Order»                      | 2:02         |
| 12. | «Prophecy»                       | 2:17         |
| 13. | «9 Lives»                        | 1:34         |
| 14. | «The Hunter»                     | 2:03         |
| 15. | «Metropolis»                     | 1:23         |
| 16. | «Zeppelin»                       | 5:46         |
| 17. | «Stagg Enterprises»              | 4:09         |
| 18. | «Fight for the Sky»              | 1:05         |
| 19. | «Founders' Island»               | 1:10         |
| 20. | «The Lion's Den»                 | 3:10         |
| 21. | «Jokerfied»                      | 2:04         |
| 22. | «Urban Sprawl»                   | 1:53         |

## Выход

### Маркетинг

Баннеры с игрой в Нью-Йорке на Таймс-сквер

Первоначально выход игры планировался к 75-летию Бэтмена в 2014 году, но вместо это DC подготовила художественную выставку «Cape/Cowl/Create» в Лондоне и на San Diego Comic-Con в июне и июле 2014 года, соответственно, на выставке были представлены различные вариации костюмов Бэтмена и картины современных художников, нарисованные на них. В мае 2015 года на MCM London Comic Con была представлена точная копия игрового Бэтмобиля в натуральную величину, спроектированная West Coast Customs. С 8 мая по 23 июня Rocksteady еженедельно выпускали ролики с закулисными съёмками Arkham Insider, описывающие различные аспекты разработки геймплея игры, а также отвечающие на различные вопросы фанатов. Выпуск роликов продолжался с августа по декабрь, в них рассказывали о грядущих DLC. На основе игры была создана различная рекламная продукция — одежда, головные уборы, календари, постеры и наушники. В марте 2015 года журнал «Игромания» опубликовал статью с девятью теориями о настоящей личности Рыцаря Аркхэма.

#### Комиксы
В декабре 2014 года был анонсирован приквел к Arkham Knight в виде цифрового комикса, написанного Питером Томаси и проиллюстрированного Виктором Богдановичем и Артом Тибертом. Комикс был выпущен в феврале 2015 года, а первый печатный релиз с коллекцией цифровых выпусков состоялся в марте. Томаси сказал, что в его комиксе «чрезмерно запутанная история, которая распутается на выходе игры». В один день с выходом Arkham Knight вышла новелла по игре от Марва Вольфмана. Вскоре вышел ещё один приквел в виде 320-страничного романа Batman: Arkham Knight — The Riddler’s Gambit; по сюжету, Загадочник пытается взять под свой контроль преступный мир Готэм-Сити после смерти Джокера. С апреля по август выходила серия комиксов из шести выпусков Batman: Arkham Knight — Genesis, посвящённая происхождению Рыцаря Аркхэма.

### Релиз
Batman: Arkham Knight вышла по всему миру 23 июня 2015 года на PlayStation 4, Xbox One и Windows, 1 декабря 2023 года игра была портирована на Nintendo Switch от студии Turn Me Up Games, хотя изначально выйти он должен был 13 октября. Первоначально выход игры был запланирован на 14 октября 2014 года, но дважды переносился: сначала до 2 июня, а затем — на 23 июня. Первую задержку выхода Arkham Knight менеджер по маркетингу Rocksteady Гай Перкинс объяснил необходимостью дать разработчикам больше времени на доработку. Тестировщик игры также добавил, что из-за сложностей разработки игры на консолях следующего поколения Rocksteady не могла в течение нескольких месяцев заставить игру работать на них. Кроме того, Warner Bros. объявила, что в Великобритании Windows-версия будет доступна исключительно по цифровой дистрибуции. На конец 2015 года и начало 2016-го были запланированы версии Arkham Knight для macOS и Linux от британской студии Feral Interactive, но феврале было решено отменить их. Комментируя задержки выпуска своих версий, Feral заявили, что это было связано с «недостатком обеспечения хорошей производительности и всесторонней поддержки для двух платформ одновременно».
Были анонсированы два коллекционных издания. Limited Edition содержит игру в стилбуке, 80-страничный арт-бук, комикс Arkham Knight #0, внутриигровые костюмы для Бэтмена, Робина и Найтвинга по мотивам линейки комиксов The New 52 и статуэтку Бэтмена в виде его памятника. В издании Batmobile Edition, доступном эксклюзивно для консолей, фигурка Бэтмена заменена трансформирующимся Бэтмобилем. Эксклюзивно для Amazon вышел комплект Serious Edition, кроме самой игры в его состав вошли костюм для Бэтмена из «Первого появления», основанный на самом первом появлении Бэтмена в Detective Comics #27, и комикс «Дом скорби на скорбной земле». Также компания Sony выпустила ограниченную партию лимитированных под игру консолей PlayStation 4 с самой Arkham Knight в комплекте.
В феврале 2015 года организация ESRB присвоила игре рейтинг «Mature», в то время как все предыдущие части серии имели рейтинг «Teens». Rocksteady и лично Сефтон Хилл были раздосадованы «взрослым» возрастным ограничением игры, по словам Хилла, они не преследовали цель сделать завершающую серию более взрослой, и имеется потенциальный отток игроков вследствие повышенного рейтинга. При этом он не уточнил, что именно вызвало повышение возрастного рейтинга, хотя и отметил, что они отклонили все предложения ESRB об удалении самых суровых сцен, так как не готовы жертвовать историей ради расширения аудитории. Сама ESRB так прокомментировала Mature-рейтинг так: «игроки могут стрелять в безоружных персонажей и заложников, а в самой игре содержатся сцены пыток на „окровавленном операционном столе“ и за рулём автомобиля».
После выхода игра получила бесплатные патчи с улучшениями и обновлениями, часть из которых были созданы на основе комментариев игроков. Так, разработчики добавили юмористическое нововведение, в котором игроки могут абсолютно всем персонажам сделать огромные непропорциональные головы, фоторежим, позволяющий делать и редактировать кадры из игры во время прохождения, возможность использовать оригинальную английскую озвучку с субтитрами на определённом языке, улучшили тренировочные задания. С выходом всех DLC появилась возможность выбора персонажей для прохождения карт испытаний, до этого на каждого героя была своя индивидуальная карта. Был добавлен более сложный уровень сложности для испытаний, в них теперь можно зайти прямо в самой игре во время прохождения. В мае и июне 2019 года Arkham Knight пополнила библиотеку видеостримингового сервиса PlayStation Now и стала доступна по подписке Xbox Game Pass. В сентябре этого же года игра вошла в сборник Batman: Arkham Collection, куда вошли ещё первые две игры серии и весь дополнительный контент к ним. Она также с 19 по 26 сентября была временно бесплатной в Epic Games Store вместе с Arkham Asylum, Arkham City, Lego Batman: The Videogame, Lego Batman 2: DC Super Heroes и Lego Batman 3: Beyond Gotham, и временно бесплатной игрой месяца на PlayStation 4, доступной по подписке PlayStation Plus.

### Загружаемый контент

#### Сюжетные дополнения
Харли Квинн стала игровым персонажем в загружаемом сюжетном дополнении «История Харли Квинн». По сюжету, злодейка проникает в Бладхейвен и нападает на местный полицейский участок, чтобы спасти Ядовитый Плющ. Джейсон Тодд в облике Красного Капюшона также является играбельным персонажем в DLC «История Красного Капюшона», в котором персонаж противостоит Чёрной Маске. За предзаказ Arkham Knight игрок получал четыре очка улучшений для Бэтмена и Бэтмобиля в начале игры, а также дополнения о Харли и Джейсоне. Эксклюзивное для PlayStation 4 дополнение «Кошмар Пугала» содержит три карты испытаний, в которых Готэм является искажённым и кошмарным, а Бэтмену необходимо одолеть злодея с помощью Бэтмобиля.
Весь дополнительный контент доступен как по отдельности, так и за покупку сезонного абонемента. Он содержит все карты испытаний для Бэтмена и его союзников, а также все гоночные трассы, все костюмы для персонажей и вариации Бэтмобиля, а также весь контент, доступный за предзаказ после истечения срока его эксклюзивности в августе-сентябре 2015 года. Вместе с оригинальной версией Arkham Knight было выпущено издание Premium Edition, содержащее игру и сезонный абонемент. После выхода игра получила новые миссии для основной игры за покупку комплекта «Сезон позора», а также «Аркхэмские эпизоды», в которых игрок управляет различными персонажами вселенной Бэтмена в отдельных коротеньких миссиях, действия которых проходят до и после событий Arkham Knight и расширяют сюжет игры.
Первым «Аркхэмским эпизодом» стало дополнение «Семейное дело» про Барбару Гордон в роли Бэтгёрл, разработанное Warner Bros. Games Montreal — авторами Arkham Origins. Действие DLC проходит до событий Arkham Asylum в морском тематическом парке «Сигейт», построенном на крыше нефтяной вышки; Бэтгёрл и Робин объединяются, чтобы спасти комиссара Гордона от Джокера и Харли Квинн. В эпизоде присутствует возможность играть двумя персонажами, а Бэтгёрл может дистанционно управлять различными объектами с помощью устройства удалённого взлома. Продюсер Джастин Васкес сказал: «Хакерство — это то, что отличает её от других персонажей. Нашей целью было показать то, что Бэтгёрл была менее крепкой, чем Бэтмен, но хакерство даёт ей такие возможности, которые не под силу даже ему». Дополнение вышло 14 июля 2015 года на PlayStation 4 и Xbox One, а на Windows — 28 октября. После выхода «Семейного дела» компания Square Enix выпустила 25-сантиметровую фигурку с Бэтгёрл. В сентябре 2015 года вышел второй «Аркхэмский эпизод» — «Блокада полицейского участка», на этот раз игрок управляет Найтвингом, его задача — остановить Пингвина, которого освободили из-под стражи. Третий эпизод, «Месть Женщины-кошки», фокусируется на мстящей Загадочнику Женщине-кошке; он вышел в ноябре 2015 года. В ноябре также вышел последний «Аркхэмский эпизод» — «Орёл или решка», в нём игрок управляет Робином, цель которого — выследить Двуликого. Дополнения «История Красного Капюшона» и «Месть Харли Квинн» также считаются «Аркхэмскими эпизодами».
В декабре 2015 года вышел комплект загружаемых для основной игры миссий «Сезон позора». Безумный Шляпник играет с Бэтменом в зловещие интеллектуальные игры, Убийца Крок сбегает из своей тюремной камеры и сеет хаос у разбитого дирижабля, у Мистера Фриза похищают его жену Нору солдаты Рыцаря Аркхэма с целью примкнуть к злодею с целью убить Бэтмена, а Лига убийц снова возвращается в Готэм для возрождения Ра’с аль Гула. «Сезон позора» добавляет в основную игру новые механики геймплея и локации, например, новую комнату в полицейском участке или интерьеры мемориальной больницы Томаса Эллиота.

#### Костюмы и испытания
В августе 2015 года вышли три комплекта с дополнительными костюмами Бэтмена и дизайнами Бэтмобиля. Первый включает в себя костюм Бэтмена и Бэтмобиль из фильма «Бэтмен» 1989 года от Тима Бёртона, а также две гоночные трассы, основанные на фильме и его продолжении «Бэтмен возвращается». Второй, именуемый как «Бэт-семья», содержит шесть одеяний на трёх героев, взятых из различных медиа о Бэтмене. Третий же включает в себя весь доступный ранее за предзаказ контент. В сентябре Rocksteady выпустили сразу два комплекта «Борец с преступностью», которые содержат одиннадцать карт испытаний для всех доступных персонажей и одну трассу для Бэтмобиля, а также костюм Бэтмена из Arkham Asylum и Бэтмобиль «Тумблер» из фильма «Тёмный рыцарь».
В октябре вышел третий комплект «Борец с преступностью», включающий шесть тренировочных карт для всех игровых персонажей и гоночную трассу для Бэтмобиля, комплект «Бэтмобиль из классического ТВ-сериала» с контентом, основанном на телесериале «Бэтмен» 1966 года с Адамом Уэстом — стилизованный Бэтмобиль и две трассы к нему, а также костюмы для Робина и Женщины-кошки, раскраску для машины под 70-е годы. В ноябре Rocksteady выпустила в качестве промоакции к фильму «Бэтмен против Супермена: На заре справедливости» пакет со стилизованным Бэтмобилем и костюмом, который носил Бен Аффлек, «Набор треков УэйнТек» с двумя трассами и картами испытаний, костюм для Робина «Оригинальный Тим Дрейк» и две раскраски к машине «Бэтмобиль в стиле Робина» и «Бэтмобиль в стиле Загадочника», а также четвёртый комплект «Борец с преступностью» с шестью картами испытаний.
В декабре Rocksteady добавили по многочисленным просьбам поклонников костюм из «Тёмного рыцаря», который носил Кристиан Бэйл, оригинальный Бэтмобиль из Arkham Asylum, пятый комплект «Борец с преступностью» с шестью новыми картами, классический наряд Харли Квинн из комиксов и костюм Рыцаря Аркхэма для Красного Капюшона, раскраска «Бэтмобиль в стиле Rocksteady» и костюм Бэтмена «Ноэль».
В январе следующего года разработчики выпустили шестой комплект «Борец с преступностью», который изначально на форумах называли. «Набор испытаний сообщества», карты которого были добавлены по просьбе фанатов и основаны на локациях из предыдущих игр Batman: Arkham — были включены «Бесконечный рыцарь», «Бесконечная волна» и «Аллея преступности» из Knight, «Главный зал поместья Уэйнов», «Айсберг Лаунж» и «Пещера Бэтмена» из City и «Санаторий, медицинский блок» из Asylum. Данный комплект вышел на Windows за неделю до выхода на консолях. В том же месяце вышел костюм «Корпорация Бэтмена». 26 октября 2023 года Rocksteady эксклюзивно для Epic Games Store добавили костюм из фильма «Бэтмен» 2022 года, который носил Роберт Паттинсон, однако уже на следующий день он был удалён по неизвестным причинам. В конце ноября стало известно, что костюм Паттинсона первыми получат владельцы версии на Nintendo Switch, а на других платформах он станет доступен с 15 декабря бесплатно.
Для различных игровых персонажей были выпущены костюмы из альтернативных комиксных измерений и других медиа. Так для Бэтмена вышел костюм из телесериала 1966 года, из комиксов «Лига справедливости 3000» и «Возвращение Тёмного рыцаря», из мультсериала «Бэтмен будущего», из самого первого появления Бэтмена на страницах комиксов, из линейки The New 52, из «Флэшпоинта», из аниме «Бэтмен: Рыцарь Готэма», «Земля-2», из игры Arkham Origins, «Серо-чёрный костюм», из 70-х годов и «Зур-Эн-Арр». Для Робина же имеется костюм из The New 52, «Год спустя», телесериала 1966 года и оригинальное одеяние Тима Дрейка. У Найтвинга же всего два одеяния — из The New 52 и костюм из Arkham City. Для Женщины-кошки также всего два костюма — из телесериала 1966 года и из комиксов 90-х. У Харли Квинн и Красного Капюшона всего одно дополнительное одеяние: у первой её классический костюм, у второго — форма Рыцаря Аркхэма.
Для Бэтмобиля имеются как раскраски, так и полностью новые дизайны из других медиа. В качестве раскрасок имеются «Бэтмобиль-1966», «Бэтмобиль 70-х годов», «Бэтмобиль в стиле Робина», «Бэтмобиль в стиле Загадочника» и «Бэтмобиль в стиле Rocksteady», а также прототип автомобиля. Из совершенно новых вариаций Бэтмобиля есть «Бэтмобиль из фильма 1989 года», «Тумблер» из «Тёмного рыцаря», «Бэтмобиль из ТВ-сериала 60-х», оригинальный Бэтмобиль из Arkham Asylum и машина из фильма «Бэтмен против Супермена: На заре справедливости». Приведённые версии машины не поддерживают боевые возможности оригинального Бэтмобиля и могут использоваться только в некоторых режимах игры. С точки зрения дизайна, Бэтмобили из ТВ-сериала и фильма Тима Бёртона длиннее и у́же, а также более манёврены, чем стандартный Бэтмобиль из Arkham Knight. Для Бэтмобилей также вышли несколько тематических гоночных трасс по мотивам фильмов и сериалов о Бэтмене — в частности, две трассы по мотивам «Бэтмена» 1989 года и его продолжения «Бэтмен возвращается», две по мотивам «Тёмного рыцаря», две на основе ТВ-сериала 1966 года и две оригинальные от WayneTech.

## Отзывы критиков
| Сводный рейтинг       | Сводный рейтинг                           |
| Агрегатор             | Оценка                                    |
| --------------------- | ----------------------------------------- |
| GameRankings          | (PC) 70,94 % (PS4) 88,45 % (XONE) 86,07 % |
| Metacritic            | 87/100 (PS4) 85/100 (XONE) 70/100 (PC)    |
| OpenCritic            | 86/100                                    |
| «Критиканство»        | 88/100                                    |
| Иноязычные издания    |                                           |
| Издание               | Оценка                                    |
| Destructoid           | 7/10                                      |
| Edge                  | 8/10                                      |
| EGM                   | 6,5/10                                    |
| Game Informer         | 9,5/10                                    |
| GameRevolution        | [ 193 ]                                   |
| GameSpot              | 7/10                                      |
| GamesRadar+           | [ 36 ]                                    |
| IGN                   | 9,2/10                                    |
| Jeuxvideo.com         | 17/20                                     |
| Nintendo Life         | 3/10                                      |
| PC Gamer (UK)         | 70/100                                    |
| Polygon               | 10/10                                     |
| Shacknews             | 7/10                                      |
| The Guardian          | [ 199 ]                                   |
| VG247                 | [ 200 ]                                   |
| VideoGamer            | 10/10                                     |
| Русскоязычные издания |                                           |
| Издание               | Оценка                                    |
| 3DNews                | 9/10                                      |
| PlayGround.ru         | 9,6/10                                    |
| Riot Pixels           | 75 %                                      |
| StopGame.ru           | «Изумительно»                             |
| «Игромания»           | 9/10                                      |
| «Канобу»              | 8/10                                      |
| «НИМ»                 | 8,2/10                                    |

Согласно сайту-агрегатору Metacritic, версии для PlayStation 4 и Xbox One получили «в основном положительные отзывы» — они получили 87 и 85 баллов из 100 соответственно. В то же время, ПК-версия получила лишь 70 баллов, что, по критериям сайта, указывает на «смешанные отзывы».
Дэн Стэплтон из IGN оценил игру в 9,2 балла из 10, высоко оценив графику, разнообразный геймплей, детализированный открытый мир, озвучивание (в особенности Кевина Конроя в роли Бэтмена и Джона Ноубла в роли Пугала) и общее улучшение стелс-механик и боевой системы. Критике же рецензент подверг геймплей на Бэтмобиле в боевом режиме, а также сложность управления транспортом, хотя сражения с танками «Кобра» критик назвал «хорошим развлечением». Джастин Макэлрой из Polygon присвоил Arkham Knight максимальную оценку в 10 из 10 и заявил, что игра «полностью соответствует всем требованиям для четвёртой части в AAA-франшизе» и назвал её «лучшей игрой нынешнего поколения». Стив Тилли из ежедневной газеты Toronto Sun назвал игру «фантастической, но немного шаблонной». Он посчитал Arkham Knight удовлетворительным и соответствующим масштабу завершением франшизы Batman: Arkham, похвалив неожиданные сюжетные повороты, графическую составляющую, боевую систему и огромный спектр возможностей Бэтмобиля.
Эндрю Райнер из Game Informer присвоил игре 9,5 из 10 — он описал здешний Готэм как «прекрасно реализованную игровую площадку для Бэтмена», и добавил, что Бэтмобиль «производит приятное впечатление благодаря своей артиллерийской пушке», а также похвалил гоночные трассы от Загадочника и общее разнообразие. Журналист в качестве минуса подметил несколько более упрощённую боевую систему в сравнении с предыдущими играми. Саймон Миллер из сайта VideoGamer.com дал игре максимальные 10 баллов из 10, назвав её «шедевром» и «лучшей игрой о Бэтмене когда-либо созданной и классической самой по себе». Несмотря на такие положительные эпитеты, Миллер подвергал критике геймплей на Бэтмобиле, хотя и писал о «приливе адреналина» во время вождения по улицам города.
Дэн Уайтхед из Eurogamer дал игре оценку «Рекомендовано», высоко оценив детализацию открытого мира и характер Бэтмена, но раскритиковав геймплей на Бэтмобиле в «боевом» режиме. Редакция журнала GamesTM поставила Arkham Knight девять баллов, похвалив её за то, что она хорошо функционирует и без Джокера, и за «привлекательный и эпический» масштаб истории. Геймплей на Бэтмобиле редакция назвала «захватывающей», но «менее погружающей» частью игры. Лучшим аспектом Knight журнал назвал элемент геймплея за двух персонажей во время заданий от Загадочника. В то же время, Крис Картер из Destructoid сильно раскритиковал принудительное выполнение испытаний Загадочника для открытия полноценной концовки игры, назвав их «утомительными».
Автор рецензии для GameSpot Кевин Ванорд похвалил «потрясающее» разнообразие геймплея, улучшенные элементы предыдущих игр, продуманность головоломок и игру за нескольких персонажей в некоторых заданиях. а также игровой процесс на Бэтмобиле, назвав его «восхитительным», а управление им — «плавным и приносящим удовольствие». Критике Кевин подверг немного нарушенную логику игры — в частности, правило Бэтмена «никогда не убивать» нивелируется его склонностью к разрушению чего-либо на Бэтмобиле. Он также отмечал повторяющиеся метафоры в сюжете становятся «излишними», из-за чего история становится «неуклюжей». Сэм Робертс из GamesRadar отмечал удовлетворительную кинематографичность игры, в особенности моменты, похожие на мультсериал «Бэтмен» 1992 года. Тем не менее, Сэм назвал некоторые фишки Бэтмобиля «осечками», а сюжетную кампанию — «шаткой, с иногда нелепыми диалогами и неубедительным дуэтом главных злодеев». Робертс также похвалил «великолепный» открытый мир и «почти универсально-фантастические» побочные задания. Гоночные испытания Загадочника рецензент счёл «заданиями, выходящими за гранью глупости», хотя и отметил, что злодей более активен в истории игры.
Стэплтон и Пол Тасси из Forbes крайне негативно оценили рекламную кампанию с участием Рыцаря Аркхэма, так как в самом персонаже, кроме прозвища, нет ничего нового и оригинального. По словам Стэплтона, вся реклама с персонажем строилась на загадке его личности, но любой «осведомлённый фанат Бэтмена мог сходу догадаться, кто скрывается за маской Рыцаря Аркхэма». Тасси также раскритиковал Rocksteady за обещания показать «нового персонажа»: «его личность должна была шокировать и изумить нас, но оказалось, что это просто „переименованная и переодетая версия именитого персонажа, который существует уже много лет“».

### Реакция на дополнительный контент
Крис Картер критически отозвался о сюжетных дополнениях «История Харли Квинн» и «История Красного Капюшона», назвав их «мучительными» и «отвратительно-короткими» соответственно — DLC с Харли длится около 30 минут, а с Джейсоном — всего 10 минут. Он добавил, что ожидал от них бо́льшего и ждёт от предстоящих «Аркхэмских эпизодов» длинной истории.
DLC о Бэтгёрл «Семейное дело» Дэн Стэплтон из IGN оценил на 6,3 из 10, похвалив уникальный дизайн и атмосферу тематического парка, а также сюжет, боевую систему, дизайн Бэтгёрл и Робина и озвучку от Марка Хэмилла в роли Джокера. Однако серьёзной проблемой дополнения критик назвал короткую продолжительность и отсутствие какой-либо ценности для его прохождения, если не брать во внимание нахождение довольно простых предметов коллекционирования — в DLC «нет даже новой карты испытаний, где можно было играть за Бэтгёрл, а это значит, что великолепная моделька персонажа из принципа попала в ловушку этого дополнения. А учитывая, что в Arkham Knight скупое количество карт, это ещё одна большая упущенная возможность». Эндрю Райнер из Game Informer посчитал, что DLC будет полезно только тем игрокам, которым понравилась история Batman: Arkham: «Разработчиков из Warner Bros. Games Montreal можно похвалить за создание великолепно выглядящей Бэтгёрл, которая находчива и способна вселять страх в приспешников Джокера, но вот миссиям, за которые она берётся, не хватает креативности». Однако он похвалил историю с участием Эдварда Бёрка, построившего парк развлечений, где происходит действие DLC, назвав её «запутанной и тёмной».
Аойф Уилсон из Eurogamer критически отозвалась о самой Бэтгёрл, назвав её «мягкой», а история «фокусируется не на её юношеском энтузиазме, а на её семейных связях». Она также посетовала, что акцент на хакерских навыках героини оказался не более чем простым продолжением головоломок Arkham Knight с использованием устройства удалённого взлома, а также на отсутствие карт испытаний для героини, что сужает её использование в игре. Кроме того, рецензентка скептически отнеслась к будущим дополнениям и нужде покупать сезонный абонемент. Крис Картер поставил дополнению 6,5 из 10 — он похвалил за разумные геймплейные ограничения, в частности отсутствие Бэтмобиля, и акцент на головоломках. Он также сравнил «Семейное дело» с дополнениями о Харли Квинн и Джейсоне Тодде, которые он негативно оценивал. Рецензент отметил, что продолжительность дополнения, в отличие от предыдущих DLC, вполне достаточна. Между тем, Эрик Кейн из Forbes посчитал, что данное дополнение должно распространяться бесплатно из-за своей продолжительности и назвал «Семейное дело» «прямолинейным» и «тусклым».
Комплект «Сезон позора» с дополнительными миссиями для основной игры Крис Картер оценил на 7,5. «Самым слабым звеном в цепи» критик назвал миссии с Безумным Шляпником, отметив, что «они настолько мимолётны, что у него едва было время переварить их». Миссии с Убийцей Кроком Крис назвал «предсказуемыми», так как Крок обычно показывается «одномерным» врагом, но в то же время отметил, что они «лучше, чем задания с Безумным Шляпником». Говоря о заданиях с Мистером Фризом, Картер назвал отношения злодея с его женой Норой «захватывающими» и порадовался тому факту, что это единственные задания из «Сезона позора», в которых присутствует стелс. «Изюминкой» комплекта критик назвал миссии с Лигой убийц. Кроме того, Картер отметил, что больница имени Томаса Эллиота была хорошим способом подчеркнуть семейное наследие Хаша, поскольку в «основной игре его роль оказалась крайне разочаровывающей».

### Технические проблемы ПК-версии
Версия Arkham Knight на Windows была встречена в основном отрицательно: основным поводом для негативной реакции послужила плохая оптимизация и многочисленные технические проблемы на релизе, что побудило Warner Bros. временно приостановить продажи ПК-версии. В день выхода тысячи покупателей сообщили о критических проблемах с производительностью Windows-версии, причём некоторые заявили, что разработчики, похоже, пропустили этап проверки оптимизации во время создания. Пользователи Steam приступили к массовому ревью-бомбингу Arkham Knight с язвительными отзывами об оптимизации проекта; некоторая часть отзывов была основана на том, что несмотря на ограничение частоты кадров в 30 FPS, порой игра выдаёт 10 FPS во время планирования или поездках на Бэтмобиле. Оптимизацию игры также сравнивали с Mortal Kombat X и Assassin’s Creed Unity. Буквально за несколько часов до выпуска разработчики изменили минимальные системные требования, указав Radeon HD 7950 наравне с GTX 660 как минимально допустимый адаптер для нормального фреймрейта на низких настройках качества.
Даже высококлассные на 2015 год видеокарты, вроде GeForce 970 от Nvidia, не могли хорошо справиться с игрой: игроки сообщали о постоянных падениях FPS, багах и зависаниях. Nvidia и AMD пришлось выпускать новые специальные драйвера в попытке решить проблемы с производительностью игры. В свою очередь, Rocksteady заявили, что знают обо всех технических проблемах ПК-версии и «тесно сотрудничают с партнёрами из Iron Galaxy Studios для решения всех недостатков».
Уже на следующий день после выхода Warner Bros. объявили о временной приостановке продаж версии на Windows для устранения всех проблем с производительностью, чтобы соответствовать стандартам качества компании. Они также предложили возврат денег всем купившим её на ПК. Три дня спустя разработчики выпустили патч, исправляющий некоторые проблемы, приводящие к сбоям. В Rocksteady отметили, что они по-прежнему сосредоточены на проблемах с кадровой частотой и пообещали, что будущие обновления решат проблемы с текстурами низкого разрешения и общей производительностью, добавятся новые опции в настройках графики и поддержка выше 30 кадров в секунду. В начале июля на Kotaku появилась информация, что издатель знал о критических недостатках ПК-версии и решил её отправить на прилавок «не для того, чтобы маниакально облапошить своих клиентов, а потому что считали, что продукт достаточно хорош». Австралийское подразделение Kotaku также дополнило, что все технические проблемы до сентября не будут устранены. К середине июля представитель Warner Bros извинился за провальный запуск на Windows и объявил о готовящимся августовском патче. В свою очередь, Сефтон Хилл написал в «Твиттере» о том, что сейчас самой важной задачей для них является исправление ПК-версии, из-за чего студия временно прекращает работу над патчами и обновлениями для консолей
21 августа Warner Bros. заявили, что тестируется первый предварительный патч для ПК-версии, который должен выйти в сентябре; по заявлению кампании, он должен был устранить сбои в частоте кадров, оптимизацию для новых на тот момент видеокарт, возможность изменять максимальную кадровую частоту в 30, 60 и 90, дополнительные настройки размытия при движении и улучшения текстур. Кроме этого, в обновлении были добавлены фоторежим и некоторый загружаемый контент. Патч официально вышел 4 сентября. 25 октября Rocksteady и Warner Bros. объявили, что ПК-версия снова поступит в продажу 28 октября, на перевыпуске она получила патч с поддержкой всех вышедших к тому моменту DLC. После повторного выпуска, игру по-прежнему критиковали за оставшиеся проблемы с производительностью, в ответ на что издатель предложил полный возврат денег до конца 2015 года за игру, а также за сезонный абонемент. Warner Bros. также заявили, что продолжат устранять все проблемы. По заявлениям игроков, при длительном прохождении начинаются зависания, проблемы с проседанием кадровой частоты остались нерешёнными. В 2018 году издание PC Gamer заявило, что несмотря на один из самых проблемных запусков за последние годы, к этому моменту ПК-версия заметно улучшилась.

## Продажи и награды
Batman: Arkham Knight стала самой продаваемой игрой июня 2015 года и самой быстрораспродаваемой игрой года, побив рекорд «Ведьмака 3». Она также стала второй самой продаваемой игрой года после Mortal Kombat X и самой быстрораспродаваемой во всей франшизе Batman: Arkham. Цифры проданных копий на PlayStation 4 были самыми высокими среди вообще всех игр о Бэтмене. По данным GFK Chart-Track за период с 4 по 11 июля, Batman: Arkham Knight опустилась на вторую строку британского чарта после спортивного симулятора F1 2015. С 12 по 25 июля она также занимала третье место чарта, но с 25 июля до 1 августа Knight вернулась на вторую позицию. К октябрю число продаж составило больше пяти миллионов по всему миру. Она также стала шестой самой продаваемой игрой года в Великобритании. Согласно данным от Sony, Arkham Knight игра стала седьмой самой продаваемой игрой июля 2016 года на PlayStation 4, однако в августе она спустилась на одиннадцатое место, уступив Batman: The Telltale Series. Arkham Knight попала в десятку самых популярных игр на YouTube за 2015 год. Летом 2018 года, благодаря уязвимости в защите Steam Web API, стало известно, что точное количество пользователей сервиса Steam, которые играли в игру хотя бы один раз, составляет 1 396 715 человек. По состоянию на июль 2019 года Knight остаётся третьей самой продаваемой игрой по супергероям в США, уступая только Arkham City и Marvel’s Spider-Man. В 2022 году игра четырежды попадала в список самых загружаемых игр в PlayStation Store. По данным TrueAchievements, Arkham Knight попала на 99-е место топ-100 самых популярных игр на Xbox за 2023 год. Версия на Nintendo Switch в составе сборника Batman: Arkham Trilogy дебютировала на 28-м месте британского чарта. После релиза Suicide Squad: Kill the Justice League в феврале 2024 года, пиковый онлайн в Arkham Knight стал превышать цифры новинки — спустя неделю после выхода суточный пик игры достиг почти трёх тысяч человек, обойдя Suicide Squad на 500 игроков. За последние две недели также выросло на 51,19 % число игроков Arkham Knight на консолях PlayStation.
В июне 2014 года Arkham Knight получила от Game Informer звание «Лучший экшен» на E3 2014. IGN также назвал её «Лучшей игрой для Xbox One» и поставил её на второе место в своих номинациях «Лучшая представленная игра» и «Лучшая игра для PlayStation 4». На Game Critics Awards Arkham Knight победила в категории «Лучшая игра в жанре „action/adventure“» и получила ещё две номинации: «Лучшая консольная игра» и «Лучшая представленная игра». На Golden Joystick Awards игра заняла третье место в номинации «Самая ожидаемая игра». В декабре издание MCV сообщило, что в Великобритании Arkham Knight стала самой ожидаемой игрой, опередив Halo 5: Guardians, Evolve, The Order: 1886 и Uncharted 4: A Thief's End. Сайт Play Legit отдал игре победу в номинации «Трейлер года». Издание PlayStation LifeStyle назвал её «Лучшей игрой на E3».
Batman: Arkham Knight фигурировала во множестве списков лучших игр 2015 года: сайт VideoGamer.com ставил её на первое место подобного списка, Entertainment Weekly — на второе, Slant Magazine — на третье, Empire и Mashable — на четвёртое, Gameranx — на пятое, Daily Mirror, CNET и Gamereactor — на шестое, GamesRadar и Screen Rant — на восьмое, а Eurogamer — на девятое. Кроме этого, игра фигурирует в условных списках лучших игр года от Time, The Verge, Forbes, The Daily Telegraph, Game Informer и TechRadar. IGN включил её в свой список «26 самых высокооценённых игр 2015 года». Несколько международных сайтов и журналов по видеоиграм назвали Batman: Arkham Knight «любимой игрой года» и «любимой игрой в жанре action-adventure». Редакция журнала «Игромания» назвала её одной из «8 игр 2015 года, которые вывели нас из себя». Этот же журнал поставил её на третье место лучших игр 2015 года в номинации «Боевик в песочнице», а также включил дождливый Готэм в категорию «Пейзаж года» и ПК-версию в список «Игр, которые заставили нас стыдиться».
В 2015 году игра получила пять номинаций на Golden Joystick Awards: «Лучшее повествование», «Лучший визуальный дизайн», «Лучший звук», «Лучший игровой момент» («Возвращение» Джокера) и «Игра года». Марк Хэмилл также был номинирован в категории «Озвучка года» за роль Джокера. На The Game Awards 2015 Arkham Knight получила две номинации: «Лучшая приключенческая экшн-игра» и «Лучшее визуальное оформление»; Марк Хэмилл также был номинирован в категории «Лучшая актёрская игра». Газета The Daily Telegraph поставила перформанс Хэмилла на второе место своей номинации «Лучшее озвучивание». Сайт CGMagazine присудил игре звание «Экшен-игра года». Издание GameSpot назвало её «лучшей мультиплатформенной игрой, которая лучше работает на консолях». На Webby Awards Arkham Knight была удостоена специальной награды. Игра также получила четыре номинации на Cody Awards: «Игра года», «Студия года», «Лучшая графика», «Лучшая приключенческая игра». На Digital Spy Reader Awards 2015 Бэтмен из Arkham Knight победил в номинации «Лучший герой», а сама игра была номинирована в категории «Лучшая игра».
На двенадцатой церемонии вручения премии BAFTA игра победила в категории «Лучшая британская игра», получив также номинации «Художественное достижение», «Использование звука» и «Исполнение персонажа» (Марк Хэмилл в роли Джокера). Редакторы и игроки из IGN Middle East отдали игре звание «Лучший приключенческий боевик». Само основное издание IGN отдало игре звание «Лучшая экшен-игра» и номинировала её в категориях «Игра года для Xbox One», «Техническое совершенство» и «Лучшая производительность». Австралийское подразделение этого же сайта поставило игру на второе место номинации «Лучшее повествование». На 21-й церемонии вручения премии «Империя» Arkham Knight победила в единственной игровой номинации «Лучшая компьютерная игра». Журнал Official Xbox Magazine наградил игру в номинациях «Лучший арт-дизайн» и «Лучший игровой момент», а также отдал второе место в категории «Лучший звук». Редакторы Game Informer отдали игре победу в номинации «Лучший сюжет». Национальная академия рецензентов индустрии видеоигр наградила Марка Хэмилла в категории «Актёрская игра — роль второго плана, драма», а саму игру она номинировала в девяти категориях, включая звание «Игра года». На The Straits Times Digital Awards Arkham Knight победила в номинации «Лучший приключенческий боевик». Сайт Play Legits отдал игре три победы в номинациях «Лучший приключенческий боевик», «Лучшая графика» и «Лучший актёр» (Кевин Конрой в роли Бэтмена). Она также победила на SXSW Gaming Awards и TIGA Awards в номинациях «Превосходство в конвергенции» и «Аудио-дизайн» соответственно. На Italian Video Game Awards игра также была награждена в номинации «Лучшая приключенческая экшен-игра». На Develop Awards студия Rocksteady награждена в категории «Домашняя студия». Arkham Knight была награждена в категории «Лучшее использование лицензии» от Gaming Debugged’s Game Awards. Сайты XGN, Millenium. PressFire и IMGMR назвали её «Лучшей игрой в жанре „action/adventure“». На D.I.C.E. Awards Knight получила три номинации: «Выдающиеся достижения в анимации», «Приключенческая игра года» и «Выдающиеся достижения в музыке».
В 2016 году британское издание WhatCulture поместило игру на седьмое место топ-20 лучших игр с открытым миром за всё время. В следующем журнал Edge поставил Arkham Knight на 66-е место списка «100 величайших игр всех времён». Два года спустя Gameranx поместил её на 23-ю строчку топа «58 лучших однопользовательских игр восьмого поколения игровых консолей». Mashable, Forbes и BuzzFeed включали Arkham Knight в число лучших видеоигр десятилетия за 2010—2019. В 2020 году сайт The Ringer поставил её на девятнадцатое место топа «25 лучших игр поколения PS4/Xbox One». Портал Digital Trends признал версию на ПК одной из худших портов с консолей, которые когда-либо выходили. В 2022 году газета USA Today поместила Arkham Knight на 85-ю строчку своей сотни лучших игр всех времён. Спустя почти два месяца после смерти Кевина Конроя от рака кишечника, сайт TheGamer составил топ-7 лучших игр с участием Кевина — в нём Arkham Knight заняла пятое место. В 2023 году GameRant поставил Knight на восьмое место своего топ-10 самых красивых игр с открытым миром, которые когда-либо выходили. В феврале следующего года игра заняла второе место в топ-10 лучших игр по комиксам DC, уступив лишь Arkham City.
| Год  | Награда                                                             | Категория                                        | Получатель            | Результат | Источники       |
| ---- | ------------------------------------------------------------------- | ------------------------------------------------ | --------------------- | --------- | --------------- |
| 2014 | Game Critics Awards                                                 | Лучшая представленная игра                       | Batman: Arkham Knight | Номинация | [ 356 ]         |
| 2014 | Game Critics Awards                                                 | Лучшая консольная игра                           | Batman: Arkham Knight | Номинация | [ 356 ]         |
| 2014 | Game Critics Awards                                                 | Лучшая игра в жанре «action/adventure»           | Batman: Arkham Knight | Победа    | [ 357 ]         |
| 2014 | Golden Joystick Awards 2014                                         | Самая ожидаемая игра                             | Batman: Arkham Knight | Номинация | [ 358 ]         |
| 2014 | The Game Awards 2014                                                | Самая ожидаемая игра                             | Batman: Arkham Knight | Номинация | [ 359 ]         |
| 2014 | Play Legit’s Best of 2014 Winners                                   | Трейлер года (Father to Son)                     | Batman: Arkham Knight | Победа    | [ 269 ]         |
| 2015 | 33rd Golden Joystick Awards                                         | Лучшее повествование                             | Batman: Arkham Knight | Номинация | [ 308 ]         |
| 2015 | 33rd Golden Joystick Awards                                         | Лучший визуальный дизайн                         | Batman: Arkham Knight | Номинация | [ 308 ]         |
| 2015 | 33rd Golden Joystick Awards                                         | Лучший звук                                      | Batman: Arkham Knight | Номинация | [ 308 ]         |
| 2015 | 33rd Golden Joystick Awards                                         | Лучший игровой момент («Возвращение» Джокера)    | Batman: Arkham Knight | Номинация | [ 308 ]         |
| 2015 | 33rd Golden Joystick Awards                                         | Игра года                                        | Batman: Arkham Knight | Номинация | [ 308 ]         |
| 2015 | 33rd Golden Joystick Awards                                         | Озвучка года                                     | Марк Хэмилл           | Номинация | [ 308 ]         |
| 2015 | Webby Awards                                                        | 2015 Honoree (General Website Games-Related)     | Batman: Arkham Knight | Победа    | [ 313 ]         |
| 2015 | The Game Awards 2015                                                | Лучшее визуальное оформление                     | Batman: Arkham Knight | Номинация | [ 309 ]         |
| 2015 | The Game Awards 2015                                                | Лучшая актёрская игра                            | Марк Хэмилл (Джокер)  | Номинация | [ 309 ]         |
| 2015 | The Game Awards 2015                                                | Лучшая приключенческая экшн-игра                 | Batman: Arkham Knight | Номинация | [ 309 ]         |
| 2015 | Festival del doppiaggio Voci nell’Ombra                             | Игровая награда — лучшая озвучка                 | Batman: Arkham Knight | Победа    | [ 360 ]         |
| 2015 | Fun & Serious Game Festival                                         | Лучший актёрский состав                          | Batman: Arkham Knight | Победа    | [ 361 ]         |
| 2015 | Golden Trailer Awards                                               | Лучший игровой трейлер («Готэм в огне»)          | Batman: Arkham Knight | Победа    | [ 362 ]         |
| 2015 | Canadian Videogame Awards 2015                                      | Лучшая национальная игра                         | Batman: Arkham Knight | Номинация | [ 363 ]         |
| 2016 | 19th Annual D.I.C.E. Awards                                         | Приключенческая игра года                        | Batman: Arkham Knight | Номинация | [ 364 ]         |
| 2016 | 19th Annual D.I.C.E. Awards                                         | Выдающиеся достижения в анимации                 | Batman: Arkham Knight | Номинация | [ 364 ]         |
| 2016 | 19th Annual D.I.C.E. Awards                                         | Выдающиеся достижения в музыке                   | Batman: Arkham Knight | Номинация | [ 364 ]         |
| 2016 | 2016 SXSW Gaming Awards                                             | Превосходство в анимации                         | Batman: Arkham Knight | Номинация | [ 365 ]         |
| 2016 | 2016 SXSW Gaming Awards                                             | Превосходство в конвергенции                     | Batman: Arkham Knight | Победа    | [ 365 ]         |
| 2016 | Develop Awards 2016                                                 | Домашняя студия                                  | Rocksteady Studios    | Победа    | [ 335 ] [ 366 ] |
| 2016 | Develop Awards 2016                                                 | Использование лицензии                           | Batman: Arkham Knight | Номинация | [ 335 ] [ 366 ] |
| 2016 | 15th National Academy of Video Game Trade Reviewers (NAVGTR) awards | Игра года                                        | Batman: Arkham Knight | Номинация | [ 367 ]         |
| 2016 | 15th National Academy of Video Game Trade Reviewers (NAVGTR) awards | Визуальное оформление                            | Batman: Arkham Knight | Номинация | [ 367 ]         |
| 2016 | 15th National Academy of Video Game Trade Reviewers (NAVGTR) awards | Камера в игровом движке                          | Batman: Arkham Knight | Номинация | [ 367 ]         |
| 2016 | 15th National Academy of Video Game Trade Reviewers (NAVGTR) awards | Дизайн персонажей                                | Batman: Arkham Knight | Номинация | [ 367 ]         |
| 2016 | 15th National Academy of Video Game Trade Reviewers (NAVGTR) awards | Управление                                       | Batman: Arkham Knight | Номинация | [ 367 ]         |
| 2016 | 15th National Academy of Video Game Trade Reviewers (NAVGTR) awards | Освещение/текстурирование                        | Batman: Arkham Knight | Номинация | [ 367 ]         |
| 2016 | 15th National Academy of Video Game Trade Reviewers (NAVGTR) awards | Актёрская игра — роль второго плана, драма       | Джон Ноубл (Пугало)   | Номинация | [ 367 ]         |
| 2016 | 15th National Academy of Video Game Trade Reviewers (NAVGTR) awards | Актёрская игра — роль второго плана, драма       | Марк Хэмилл (Джокер)  | Победа    | [ 367 ]         |
| 2016 | 15th National Academy of Video Game Trade Reviewers (NAVGTR) awards | Игровой сиквел                                   | Batman: Arkham Knight | Номинация | [ 367 ]         |
| 2016 | 12th British Academy Games Awards                                   | Художественное достижение                        | Batman: Arkham Knight | Номинация | [ 368 ]         |
| 2016 | 12th British Academy Games Awards                                   | Использование звука                              | Batman: Arkham Knight | Номинация | [ 368 ]         |
| 2016 | 12th British Academy Games Awards                                   | Лучшая британская игра                           | Batman: Arkham Knight | Победа    | [ 368 ]         |
| 2016 | 12th British Academy Games Awards                                   | Лучшая музыка                                    | Batman: Arkham Knight | Номинация | [ 368 ]         |
| 2016 | 12th British Academy Games Awards                                   | Лучшее озвучивание                               | Марк Хэмилл (Джокер)  | Номинация | [ 368 ]         |
| 2016 | 21st Empire Awards                                                  | Лучшая компьютерная игра                         | Batman: Arkham Knight | Победа    | [ 369 ]         |
| 2016 | Golden Reel Awards                                                  | Лучший монтаж звука в интерактивных развлечениях | Эндрю Райли           | Номинация | [ 370 ]         |
| 2016 | TIGA Awards                                                         | Приключенческая экшен-игра                       | Batman: Arkham Knight | Номинация | [ 371 ]         |
| 2016 | TIGA Awards                                                         | Аудио-дизайн                                     | Batman: Arkham Knight | Победа    | [ 371 ]         |
| 2016 | TIGA Awards                                                         | Визуальный дизайн                                | Batman: Arkham Knight | Номинация | [ 371 ]         |
| 2016 | 31st Annual NAMM TEC Awards                                         | Производство звука в интерактивном медиа         | Batman: Arkham Knight | Победа    | [ 372 ]         |
| 2016 | Italian Video Game Awards (Drago d’Oro)                             | Лучшая приключенческая экшен-игра                | Batman: Arkham Knight | Победа    | [ 373 ] [ 374 ] |
| 2016 | Play Legit’s Best of 2015 Winners                                   | Лучшая приключенческий боевик                    | Batman: Arkham Knight | Победа    | [ 331 ]         |
| 2016 | Play Legit’s Best of 2015 Winners                                   | Лучшая графика                                   | Batman: Arkham Knight | Победа    | [ 331 ]         |
| 2016 | Play Legit’s Best of 2015 Winners                                   | Лучший актёр                                     | Кевин Конрой (Бэтмен) | Победа    | [ 331 ]         |
| 2016 | Play Legit’s Best of 2015 Winners                                   | Лучший актёр                                     | Марк Хэмилл (Джокер)  | Номинация | [ 331 ]         |

## Наследие
В октябре 2016 года Rocksteady выпустили игру для очков виртуальной реальности Batman: Arkham VR: сначала игра вышла для PlayStation VR к PlayStation 4, а в апреле 2017-го — для HTC Vive и Oculus Rift к Windows. В Arkham VR отсутствует какая-либо боевая система, поэтому геймплей фокусируется на детективных способностях Бэтмена. По данным Kotaku, в шестом комплекте цикла DLC «Борец с преступностью» к Arkham Knight были намёки к игре для VR-очков. В августе 2020 года Rocksteady Studios официально анонсировали игру Suicide Squad: Kill the Justice League, которая вышла в 2024 году на PlayStation 5, Xbox Series X/S и Windows. Она стала первой игрой в серии, в которой Бэтмен не является заглавным персонажем. Действие игры разворачивается спустя пять лет после событий Arkham Knight. По сюжету, в Метрополис вторгается Брэйниак и захватывает разум Лиги Справедливости. «Отряду самоубийц» необходимо освободить Лигу Справедливости от управления разума Брэйниака и остановить его до того, как он уничтожит Метрополис, а впоследствии, и весь мир. Изначально релиз Kill the Justice League планировался на 2023 год, однако в апреле Rocksteady объявили о переносе игры на 2 февраля. При этом, руководитель обновлённой киновселенной DC Джеймс Ганн заявил, что игра про «Отряд самоубийц» не будет последней игрой во франшизе Batman: Arkham. В начале мая 2024 года был анонсирован спин-офф для очков виртуальной реальности — Batman: Arkham Shadow, который будет эксклюзивом для Quest 3. Релиз ожидается в конце 2024 года.
В 2015 году в мобильной версии файтинга Injustice: Gods Among Us стали доступны вариации персонажей из Arkham Knight — Бэтмен, Харли Квинн и сам Рыцарь Аркхэма. В декабре 2017 года компания Prime 2 Studio представила белую фигурку Бэтмена из игры, стилизованную под костюм из мультсериала «Бэтмен будущего», которая вышла ограниченным тиражом в 350 экземпляров, а в 2022-м McFarlane Toys выпустила серию фигурок с персонажами DC — Рыцаря Аркхэма, а также Флэша и Зелёной Стрелы из Injustice 2. В дебютном трейлере фильма «Первому игроку приготовиться» зрители углядели Харли Квинн из Arkham Knight.
В ноябре 2021 года художник Горан Буквич опубликовал концепт-арты отменённого продолжения Arkham Knight от Warner Bros. Games Montreal под названием Project Sabbath — действие разворачивалось в будущем, а главным героем мог стать сын Брюса Уэйна Дэмиен. Дэмиена Уэйна должен был озвучивать Джош Китон, однако актёр сообщил, что игру отменили после утечек данных о проекте.